# Ring Sø
 For alternative betydninger, se Ring Sø (flertydig). (Se også artikler, som begynder med Ring Sø)
Ring Sø er en sø i Østjylland, beliggende mellem Brædstrup og landsbyen Ring i Horsens Kommune. På grund af dens klare vand, er den et populært badningssted i sommerhalvåret og derfor udstyret med badebro. Horsens Kommune ejer halvdelen af søen på nordsiden, og lodsejere ejer den anden halvdel af søen.
Både fugle- og dyreliv er frodigt ved søen. Omkring søen er der skabt en gangsti med en længde på 2,4 km.
55°57′51″N 9°35′53″Ø / 55.96417°N 9.59806°Ø